# Зимбабве-Родезия
Зимбабве-Родезия (англ. Zimbabwe Rhodesia) — непризнанное государство в Южной Африке, существовавшее с 1 июня по 12 декабря 1979 года. Было учреждено по соглашению Родезийского фронта с антикоммунистическими организациями зимбабвийских националистов. Являлось политическим проектом, направленным на предотвращение прихода к власти левонационалистических повстанческих движений. Ликвидировано решениями Ланкастерхаузской конференции.

## Предыстория
11 ноября 1965 года партия белой общины Родезийский фронт (RF) односторонне провозгласила независимость Родезии от Великобритании. Этот акт был воспринят как «мятеж против британской короны», режим Яна Смита рассматривался как «расистский» и родственный апартеиду. Эти оценки далеко не во всём соответствовали реалиям, но устойчиво утвердились в восприятии международной общественности. Родезия подвергалась международной изоляции и бойкоту. Марксистские повстанческие движения ZANU и ZAPU вели партизанскую войну против белого правительства.
Часть африканских националистов занимала более умеренные позиции. Либеральная партия Объединённый африканский национальный совет (UANC) епископа Абеля Музоревы, консервативная Объединённая народная организация Зимбабве (ZUPO) племенного вождя Джереми Чирау, отколовшаяся от ZANU ZANU — Ndonga Ндабанинги Ситоле пошли на переговоры с правительством Родезийского фронта. 3 марта 1978 года премьер Смит подписал с Музоревой, Чирау и Ситоле соглашение о внутреннем урегулировании. Договорённости предусматривали проведение в следующем году всеобщих выборов и создание многорасового правительства при сохранении социального строя Родезии и значительных прерогатив белой общины. Был сформирован Исполнительный совет для организации переходного периода. Из активистов партий Музоревы и Ситоле формировались вооружённые отряды SFA — антикоммунистическое милиционное ополчение чернокожих родезийцев.
ZANU и ZAPU бойкотировали соглашение и продолжили вооружённую борьбу. Международное сообщество также осудило внутреннее урегулирование специальной резолюцией N 423 Совета Безопасности ООН. Переговоры и договорённости квалифицировались как «манёвры незаконного режима Южной Родезии, направленные на сохранение власти расистского меньшинства».

## Выборы 1979 года
Всеобщие парламентские выборы состоялись в Родезии 10 апреля и 21 апреля 1979 года. 10 апреля избиралась квота белого меньшинства — все 28 отведённых мандатов получил Родезийский фронт. 21 апреля голосовали все жители страны. Явка чернокожего населения составила около двух третей. Она была высокой в Машоналенде и Северном Матабелеленде. В Южном Матабелеленде активно действовала ZIPRA (военное крыло ZAPU), голосование было в значительной степени сорвано.
На выборах в нижнюю Палату собрания победу одержал UANC — 51 мандат. ZANU — Ndonga получил 12 мандатов. 9 мандатов завоевала партия UNFP племенного вождя Кайисы Ндивени, представлявшая интересы этнического меньшинства ндебеле. ZUPO в парламент не прошла. Вскоре после выборов 7 депутатов от UANC по инициативе Джеймса Чикеремы создали Демократическую партию Зимбабве, которая видела свою задачу в придании твёрдости правительству Музоревы.
Верхняя палата — сенат Зимбабве-Родезии — практически не изменился по сравнению с родезийским составом. Он по-прежнему состоял из представителей белой элиты и африканских племенных вождей.

## Система власти
Провозглашение государства Зимбабве-Родезия состоялось 1 июня 1979 года. Само название было воспринято как «очередной компромисс, на который пошли чёрные марионетки Смита».
Премьер-министром и министром обороны Зимбабве-Родезии стал епископ методистской церкви Абель Музорева. Большинство министерских постов — 12 из 23 получили представители UANC. 3 министерства достались UNFP, 2 — ZANU — Ndonga. Белые члены RF возглавили 6 министерств, включая ведомства финансов, сельского хозяйства и юстиции. Знаковыми фигурами преемственности с Родезией являлись Ян Смит (министр без портфеля) и Питер ван дер Бил (министр транспорта и энергетики). Таким образом, правительственная коалиция сформировалась на консервативно-либеральной антикоммунистической платформе.
Президент Зимбабве-Родезии был в основном церемониальной фигурой и избирался депутатами парламента. На этот пост претендовали Джозиа Зион Гумеде (UANC) и Тимоти Нгунду Батесон Ндлову (UNFP). 29 мая 1979 большинством голосов был избран Гумеде.
Номинально власть перешла к чернокожему большинству. Однако силовые структуры остались под контролем белой общины. Армией по-прежнему командовал генерал Питер Уоллс, спецслужбой руководил полковник Кен Флауэр. Профессионально подготовленные белые чиновники и бизнесмены удержали контроль над ключевыми экономическими активами, значительной частью административного аппарата и судебной системой.
ZANU и ZAPU категорически не признали новое государство и интенсифицировали боевые действия. Международного признания Зимбабве-Родезия также не получила. Правительственные силы сохраняли военное превосходство над партизанами, но усиливался мировой бойкот, к которому на последнем этапе существования Родезии фактически присоединилась ЮАР. Давление британского правительства Маргарет Тэтчер и американской администрации Джимми Картера вынудило правительство Музоревы—Смита согласиться на далеко идущие политические уступки движениям Роберта Мугабе и Джошуа Нкомо.

## Прекращение существования
В сентябре—декабре 1979 года в Лондоне при посредничестве британского правительства состоялась Ланкастерхаузская конференция, в которой участвовали представители партизанских движений. В соответствии с её решениями, государство Зимбабве-Родезия было упразднено. Формально временно восстановился статус Южной Родезии как британской колонии, власть переходила к губернатору лорду Соумсу. Боевые действия официально прекращались, партизанские отряды должны были разместиться в специальных изолированных лагерях. На февраль 1980 назначались всеобщие выборы с участием ZANU и ZAPU.
Победу на февральских выборах 1980 года одержал ZANU, премьер-министром стал Роберт Мугабе. 18 апреля была провозглашена независимость Зимбабве.

## Главы государства и правительства

### Президент
| Срок полномочий                         | Президент          |
| --------------------------------------- | ------------------ |
| 1 июня 1979 года — 12 декабря 1979 года | Джозиа Зион Гумеде |

### Премьер-министр
| Срок полномочий                         | Премьер-министр          |
| --------------------------------------- | ------------------------ |
| 1 июня 1979 года — 11 декабря 1979 года | Абель Тендекайи Музорева |